# سولفاستامید
سولفاستامید (به انگلیسی: Sulfacetamide) قطره چشمی است که در رده دارویی سولفونامید قرار دارد. این دارو در درمان التهاب عفونی ملتحمه و سایر عفونتهای سطحی چشم ناشی از میکروارگانیسم‌های حساس مثل تراخم و سایر عفونت‌های کلامیدیایی مصرف می‌شود.

## تداخل داروئی
مصرف همزمان سولفاستامید با فراورده‌های چشمی حاوی نقره (از جمله محلول نیترات نقره)به دلیل ناسازگاری دو دارو، توصیه نمی‌شود.

## نکات قابل توصیه
1. پس از چکاندن قطره در چشم، ممکن است سوزش احساس شود.[۱]
2. بیمارانی که به یکی از سولفانامیدها حساسیت مفرط دارند، ممکن است نسبت به این دارو نیز حساسیت شدید از جمله سندروم استیون جانسون را نشان بدهند.[۱]
3. دوره درمان دارویی کامل شود. به پزشک مراجعه کنید.

## مقدار مصرف
در بزرگسالان یک قطره از دارو هر ۳–۱ ساعت در طول روزو در فواصل بیشتر در طول شب در ملتحمه چکانده می‌شود.